# Улица Лиелгабалу (Рига)
Улица Ли́елгабалу (латыш. Lielgabalu iela, в переводе — Пушечная) — улица в исторической части города Риги, в Центральном районе. Начинается от улицы Тербатас, пролегает в юго-восточном направлении и заканчивается перекрёстком с улицей Кришьяня Барона. С другими улицами не пересекается.
Длина улицы Лиелгабалу составляет 131 метр. На всём протяжении имеет асфальтовое покрытие. Общественный транспорт не курсирует.

## История
Улица Лиелгабалу впервые показана на планах города в 1867 году под названием Сарайная улица (нем. Scheunenstrasse, латыш. Šķūņu iela). Поскольку в Старом городе имелась одноимённая улица, в 1885 году улица в предместье получила своё нынешнее название — Пушечная (нем. Kanonenstrasse, латыш. Lielgabalu iela). В дальнейшем переименований улицы не было.
Название улицы (в том числе первоначальное), как и соседней улицы Артилерияс, происходит от артиллерийских складов, которые находились на месте Дворца спорта.

## Застройка
По состоянию на начало 2023 года, застройка нечётной сторона улицы Лиелгабалу отсутствует. До 2008 года здесь находился городской Дворца спорта, построенный в 1970 году; в последующем на этом участке планировалось возведение современного жилого комплекса, однако экономический кризис 2008 года не дал осуществиться этим планам.
По чётной стороне, помимо угловых зданий, относящихся к прилегающим улицам, расположены два здания:
- Дом № 2 — жилой дом постройки начала XX века, принадлежавший предпринимателю Августу Курау (он же был владельцем фабрики по производству проволоки и металлоизделий, находившейся в соседнем угловом здании по улице Тербатас, 78)[4].
- Дом № 4 — многоярусная автостоянка с магазинами (1990-е годы).